# Мечеть Баязида
Мечеть Баязида (тур. Bayezid Camii) — найдавніша серед збережених османських мечетей Стамбулу. Була споруджена на початку XVI століття за правління султана Баязида II. Особливий архітектурний стиль мечеті Баязида поєднує в собі стилі мечетей Бурси та більш пізніх мечетей османської доби.

## Розташування
Розташовується мечеть в старій частині міста Стамбула на площі Баязит. Неподалік від мечеті знаходяться ворота Капали-Чарши і головні ворота Стамбульського університету.

## Історія
Мечеть була збудована (автор невідомий) у 1506 році за наказом султана Баязида II (1481-1512), та названа на його честь. Згідно з написом на стелі мечеті, виконаною каліграфом Шейхом Хамдуллах, її будівництво тривало з 1500 по 1505 рік.
У 1509 мечеть постраждала від землетрусу, тоді частково був зруйнований головний купол. Реставрацію, якою керував архітектор Сінан розпочали тільки в 1573 році. Протягом століть кілька разів горіли окремі прибудови мечеті, які були відремонтовані. Над входом у двір мечеті є напис, що роботи по реконструкції мечеті проводилися і в 1767 році.
У книзі «Сад мечетей» («Хадикатул-Джевамі») зазначаться, що керівниками мечеттю, за призначенням султана були Умін-бея та Хасан халіфа.

## Архітектура

### Зовнішній вигляд
За своєю гармонічністю та простотою архітектури нагадує мечеті Бурси. Її купол розташовується на чотирьох великих стовпах. Міхраб знаходиться в стороні зверненої до Мекки; над міхрабом вікна, які розташовані як і у мечеті Йені-Джамі у Стамбулі.

### Внутрішній вигляд
До мечеті ведуть п'ять дверей. Головна з них єдина, яка розташована навпроти міхрабу й веде до двору (авлу). Дві інших, знаходяться на однакових відстанях від головної й ведуть до двох інших дворів, прилеглих до будівлі. Інші двері, зроблені з двох сторін центрального нефа, розміщуються біля нижніх стовпів.
При вході до головної двері, ліворуч й праворуч відкривається два крила і кожне має окремий вхід. Вони утворюють рід притвору з гостросводчатимі аркадами. Це дозволило архітектору у внутрішній перспективі відтворити різноманітність при квадратному плані (тільки у цій мечеті).
Кожна з двох аркад, які підтримують купол, розділені на дві менші аркади, які покояться на двох величезних колонах з червоного порфіру, діаметром 1 метр, з мармуровими капітелями. Є версія, що ці колони знаходились на форумі Тавра, де побудована мечеть. Над двома аркадами, знаходиться подвійний ряд округлих вікон.

### Купол
Вага купола збудованого на квадратній площі мечеті діаметром 16,78 м рівномірно розподілена між чотирма колонами. Основна структура стелі харима (святилище) складається з двох напівкуполів, які підтримують центральний купол.
Купол мечеті обложений свинцем й прикрашений на вершині золотим алемом у вигляді полу місяця.
Мечеть була розширена пристроєними з обох сторін харима приміщеннями з чотирма куполами на кожному.

## Інтер'єр

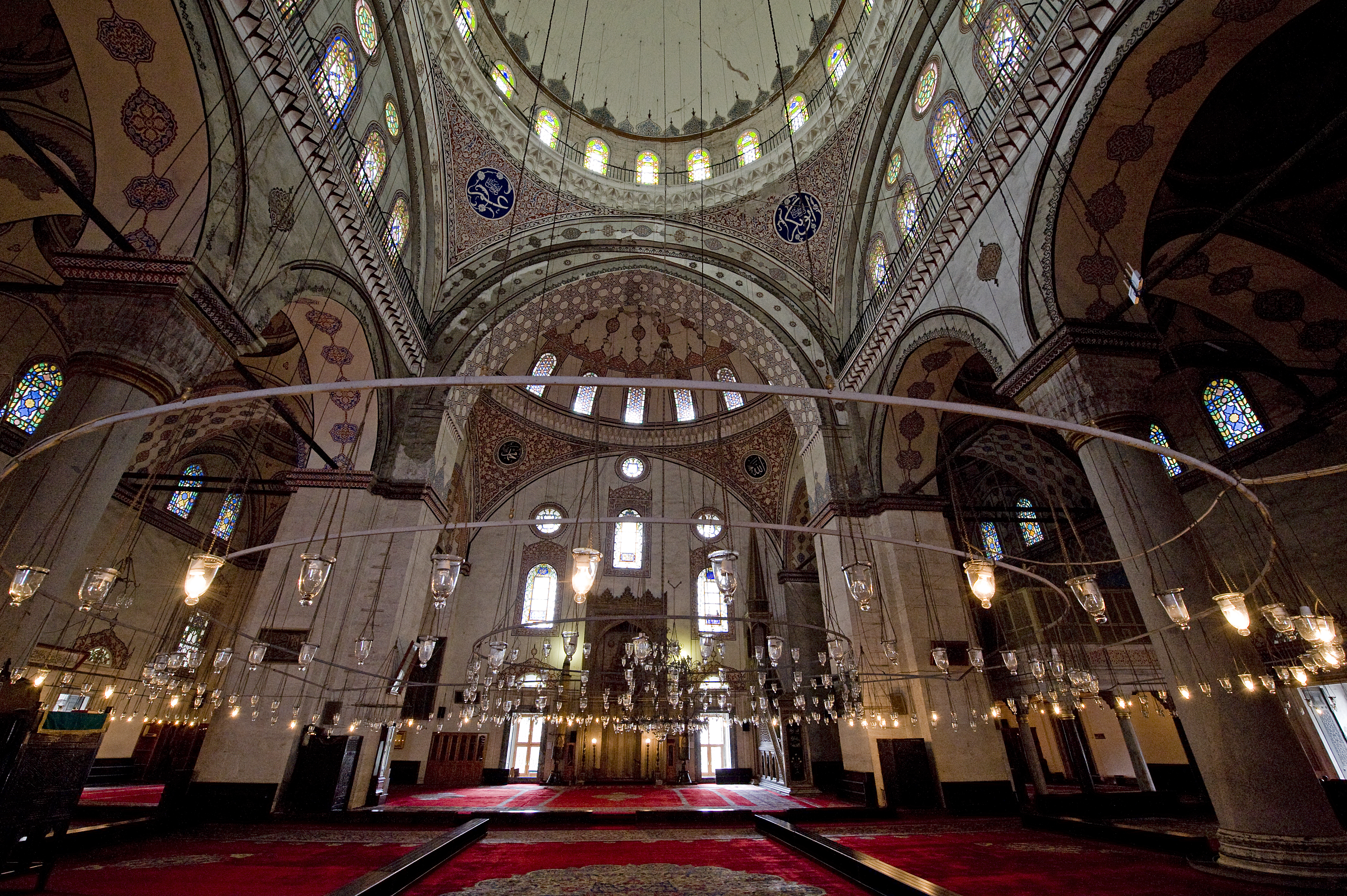
Інтер'єр Мечеті Баязида

Вона найдавніша з мечетей, що збереглися від османських мечетей міста. Вважається, що її інтер'єр з центральним куполом та напівкуполоми зазнав впливу собору Святої Софії. Молитовний зал в мечеті розташовується під великим куполом — 17 м у діаметрі та двома напівкуполами. Біля головного куполу знаходяться декілька маленьких, які покривають решту будівлі, а по сторонах два мінарети (прикрашені цегляним орнаментом та плоскими гранями). Обидва мінарети розташовані один від одного на відстані більш ніж 100 метрів, та прикрашені червоними смугами, що надають будівлі особливого колориту. Значна частина візерунків, що прикрашають відреставрований у 1954 році правий мінарет, збереглася до нашого часу.
Міхраб й платформа для муедзина оброблені різьбою по каменю. Імператорська мармурова трибуна знаходиться на колонах у правому куту міхрабу. Усередині мечеті традиційні білі стіни з кольоровим орнаментом.
На передній двір ведуть головні парадні ворота, які знаходяться прямо навпроти міхрабу. Ці ворота багато прикрашені сталактитовим розписом, різними орнаментами та написом.

## Внутрішній двір мечеті

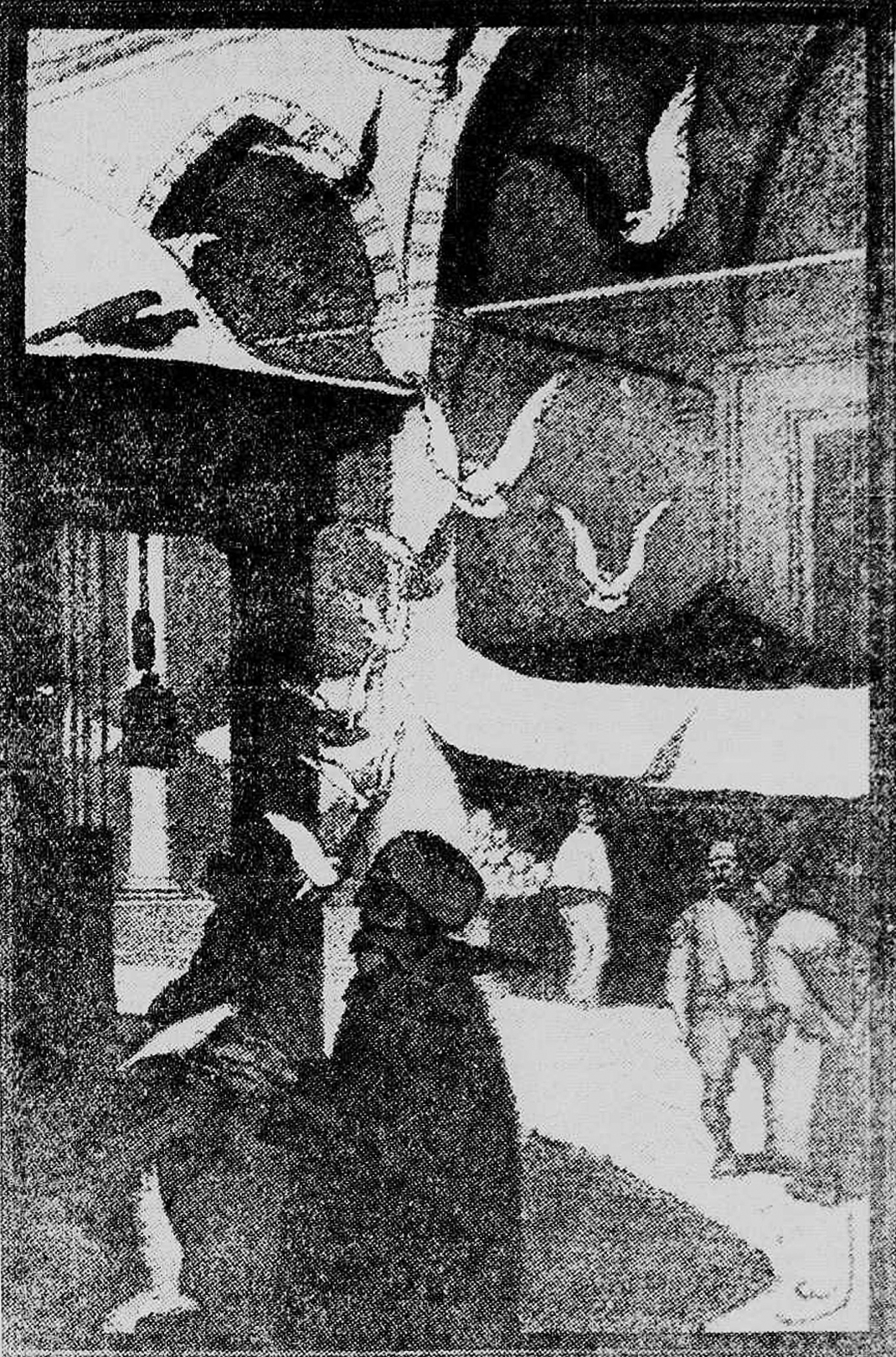
Малюнок віруючих і голубів біля фонтану омивання мечеті Беязід, Стамбул, Османська імперія (сучасна Туреччина). Малюнок Вілфреда Джонса, 1918 р.

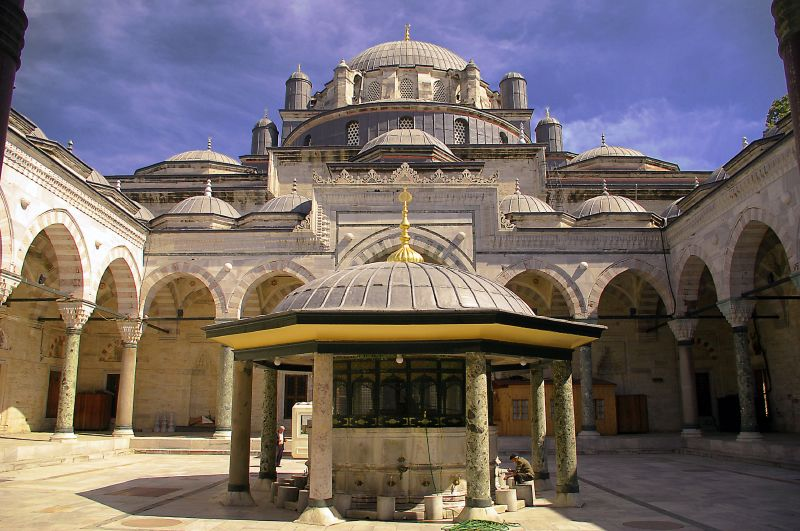
Мечеть Баязид

Перед мечеттю є двір оточений різнокольоровими мармуровими колонами та колонами з зеленого змійовика й червоного порфіру, які підтримують купола на арках. Над кожною колоною капітель зі сталактитами. В центрі облицьованого мармуром подвір'я мечеті, оточеного куполоподібною терасою розташовується шадирван (фонтан для омивань). Кипариси надають йому мальовничий вигляд. На цій двір ведуть три входи, один з фасаду, два інших з боків.
З часу заснування мечеті на її подвір'ї оселилися голуби. Згідно з легендою, «Султан, засновник мечеті, купив пару голубів у бідної вдови і від них птахи і розвелись».
Саме тому народна назва Мечеті Баязида — «Голубина», й голубів у дворі постійно багато. Правовірні годують їх зерном, з надією отримати зцілення або удачу в справах.

## Архітектурний ансамбль

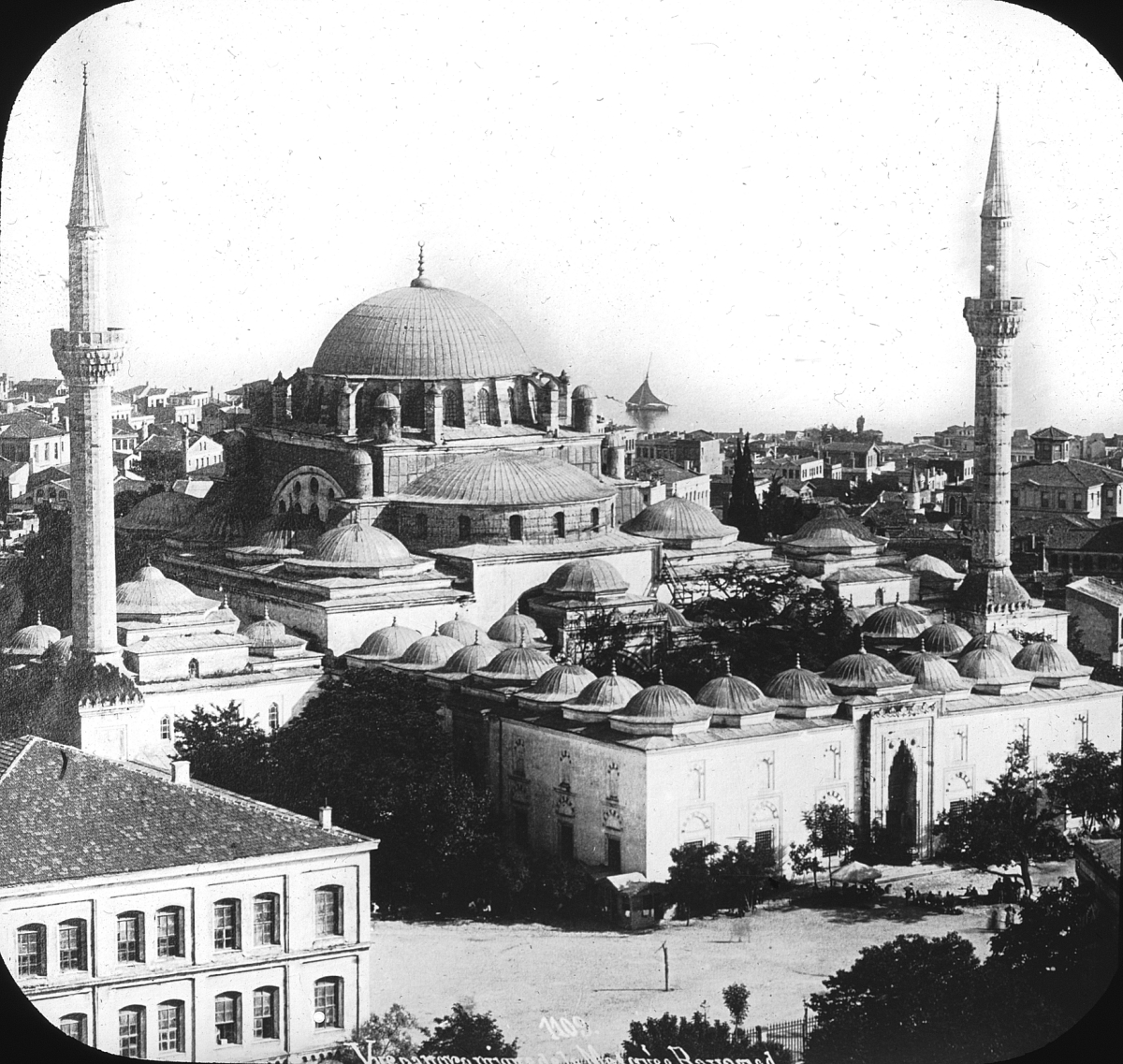
Мечеть Баязида II, Стамбул, Туреччина, 1903 рік. Архів Бруклінського музею, архівна колекція Goodyear

Ансамбль який складається з мечеті, медресе, хамаму (турецької лазні), караван-сараю, готелю й початкової школи, за припущеннями був побудований зодчим Хайреддінном, який точно встановив форму капітелей й відкрив новий шлях для османської архітектури. Під час досліджень з'явились припущення, що автором ансамблю може бути Якупшах бін Султаншах. Тепер[коли?] імарет й караван-сарай ансамблю віданні в розпорядження Державної бібліотеки, а медресе користується Музей турецького мистецтва каліграфії.

## Бібліотека
Султан Баязид II при мечеті наказав створити бібліотеку, яка вважається найбільшою у Стамбулі. ЇЇ засновником був Шейх-Уль- Іслам Веліуддін-ефенді. У XX столітті будівлю бібліотеки реставрували. Зараз у ній зберігаються цінні рукописи, та книги, що надруковані турецькою мовою.

## Галерея

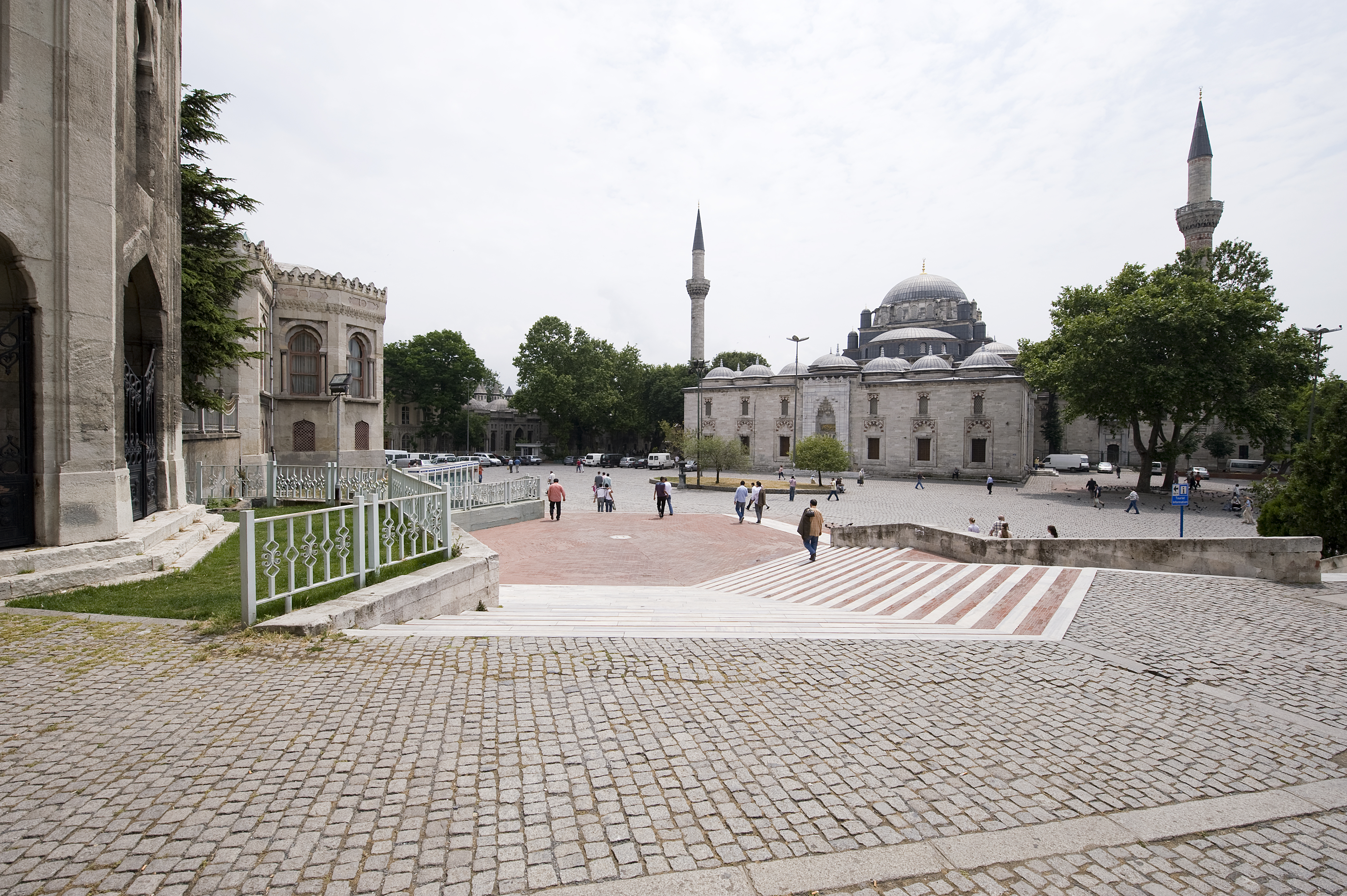
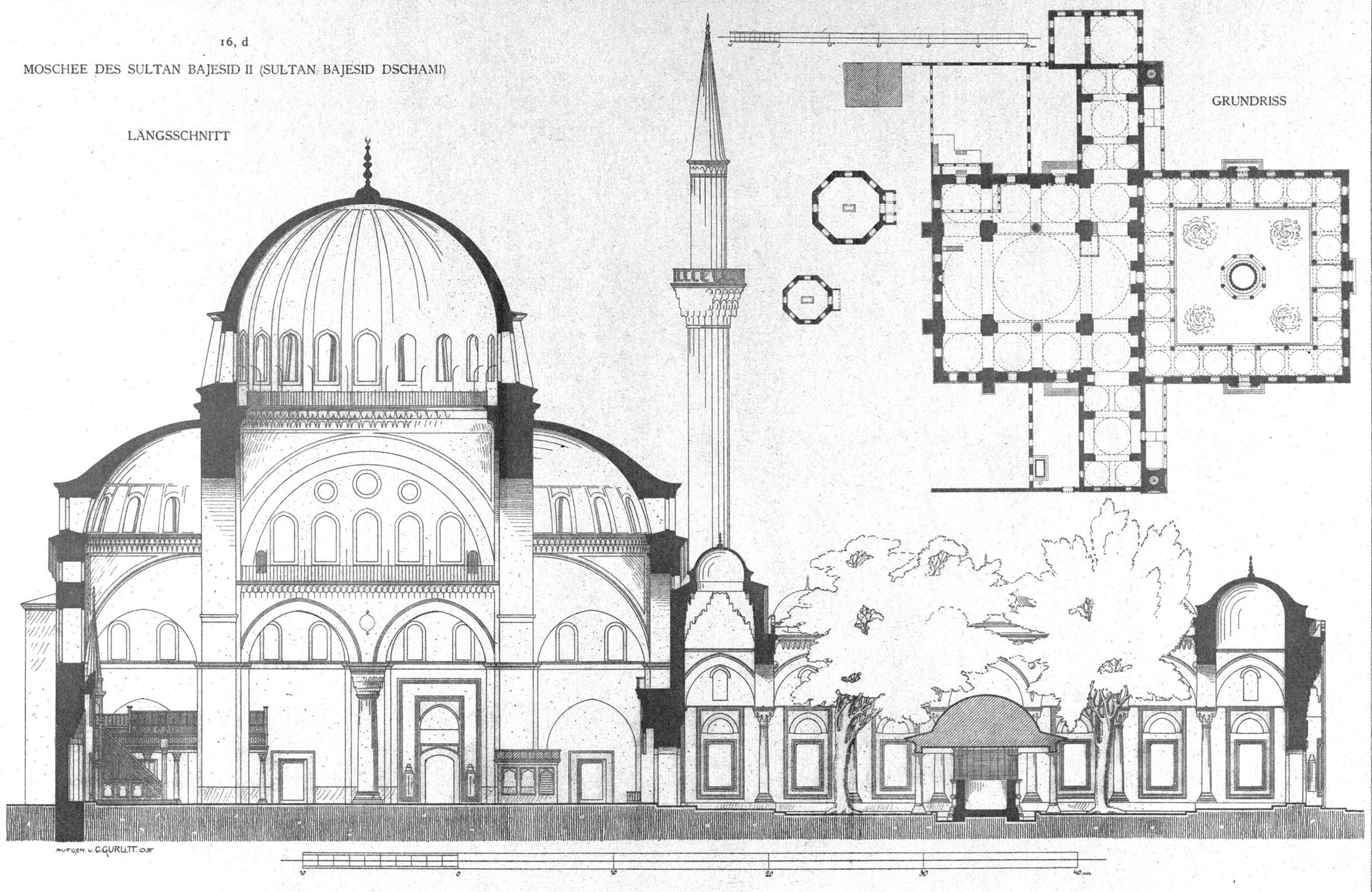
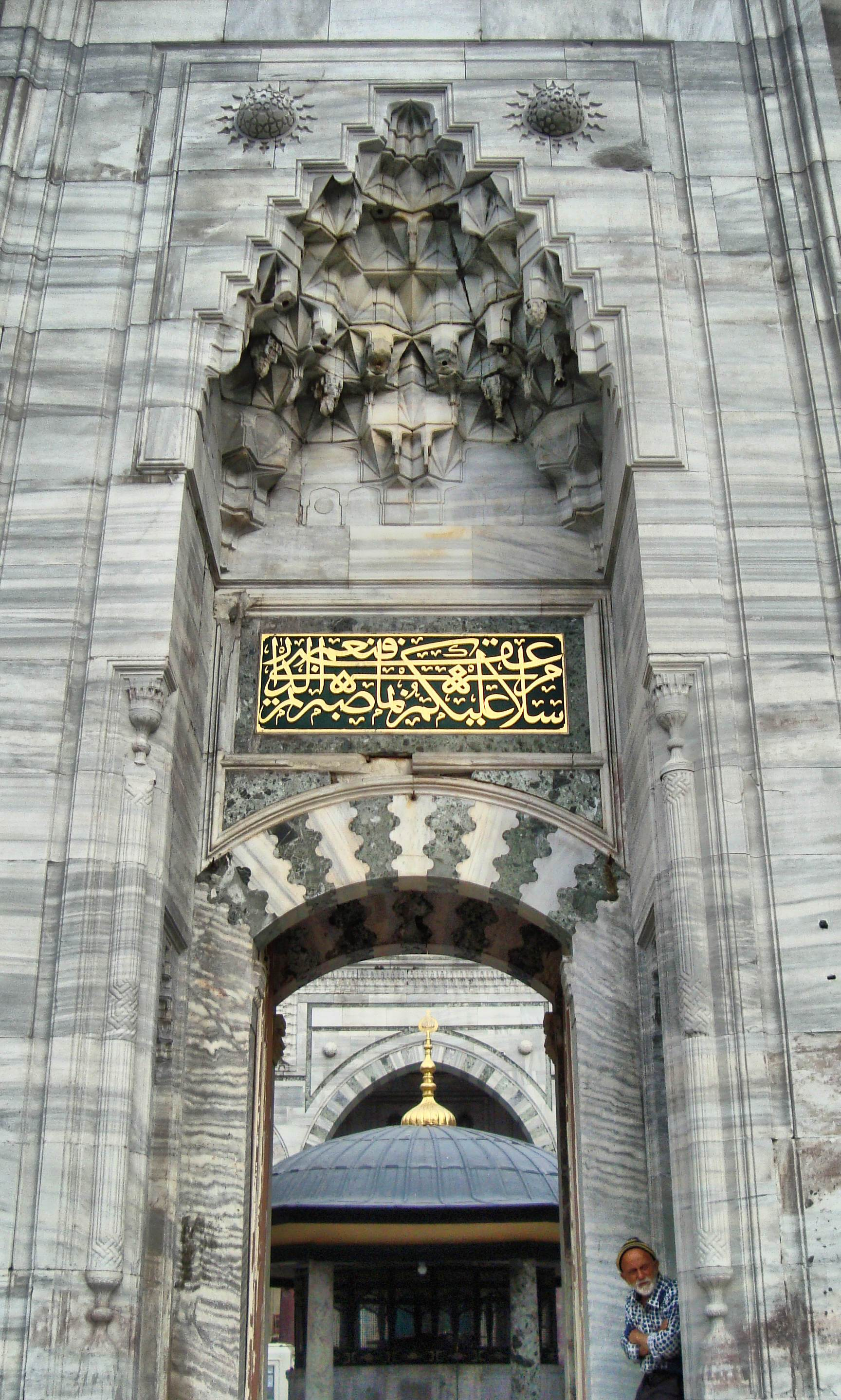
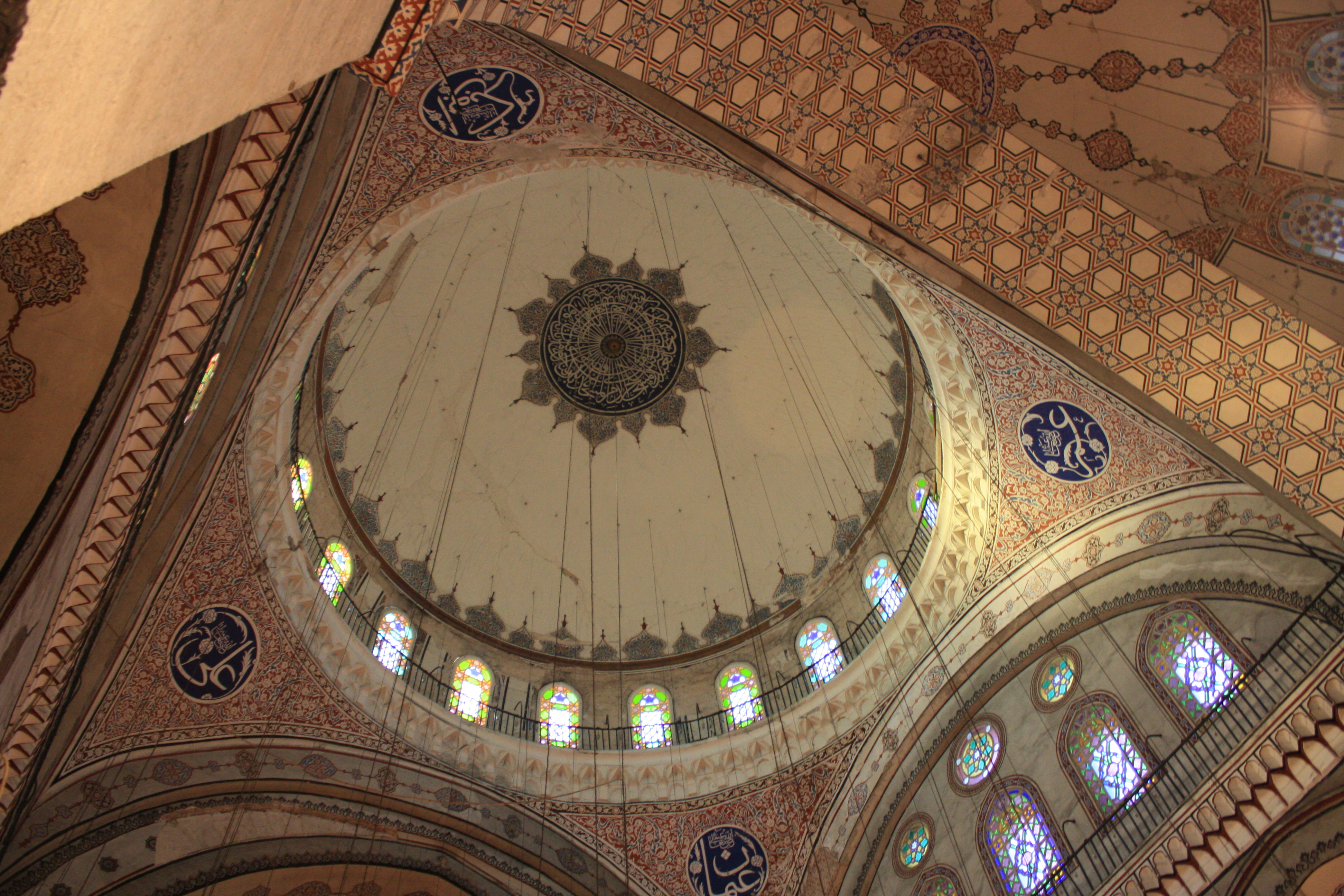
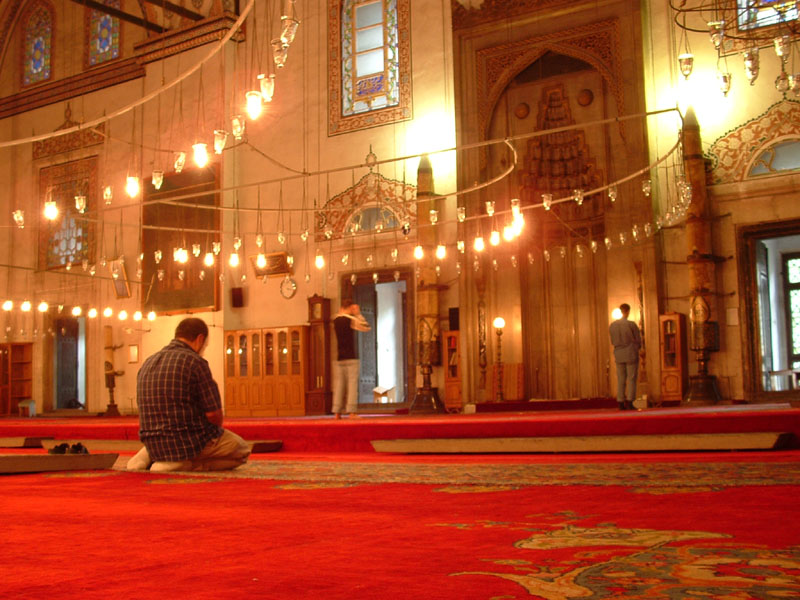
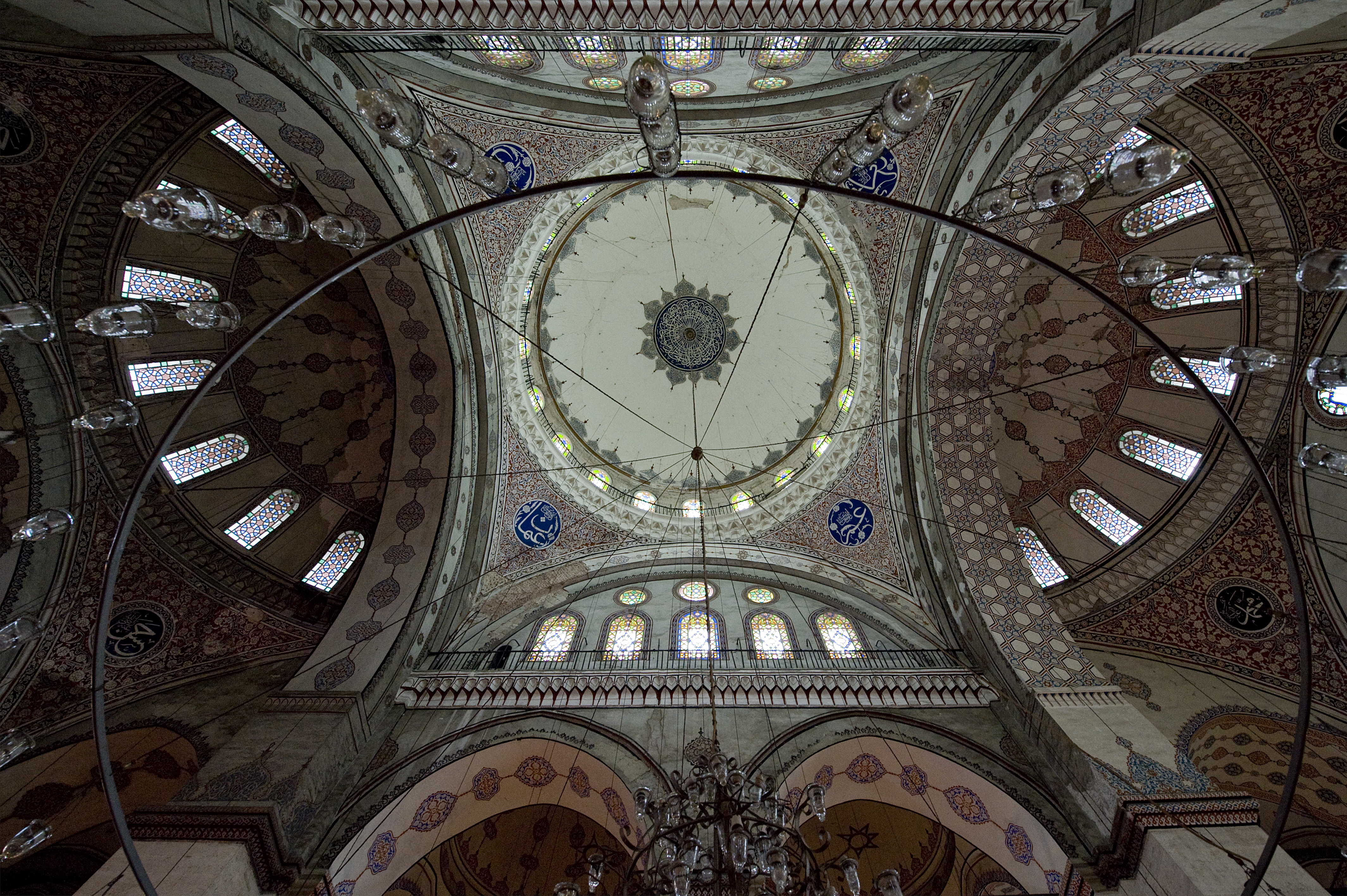

## Тюрбе

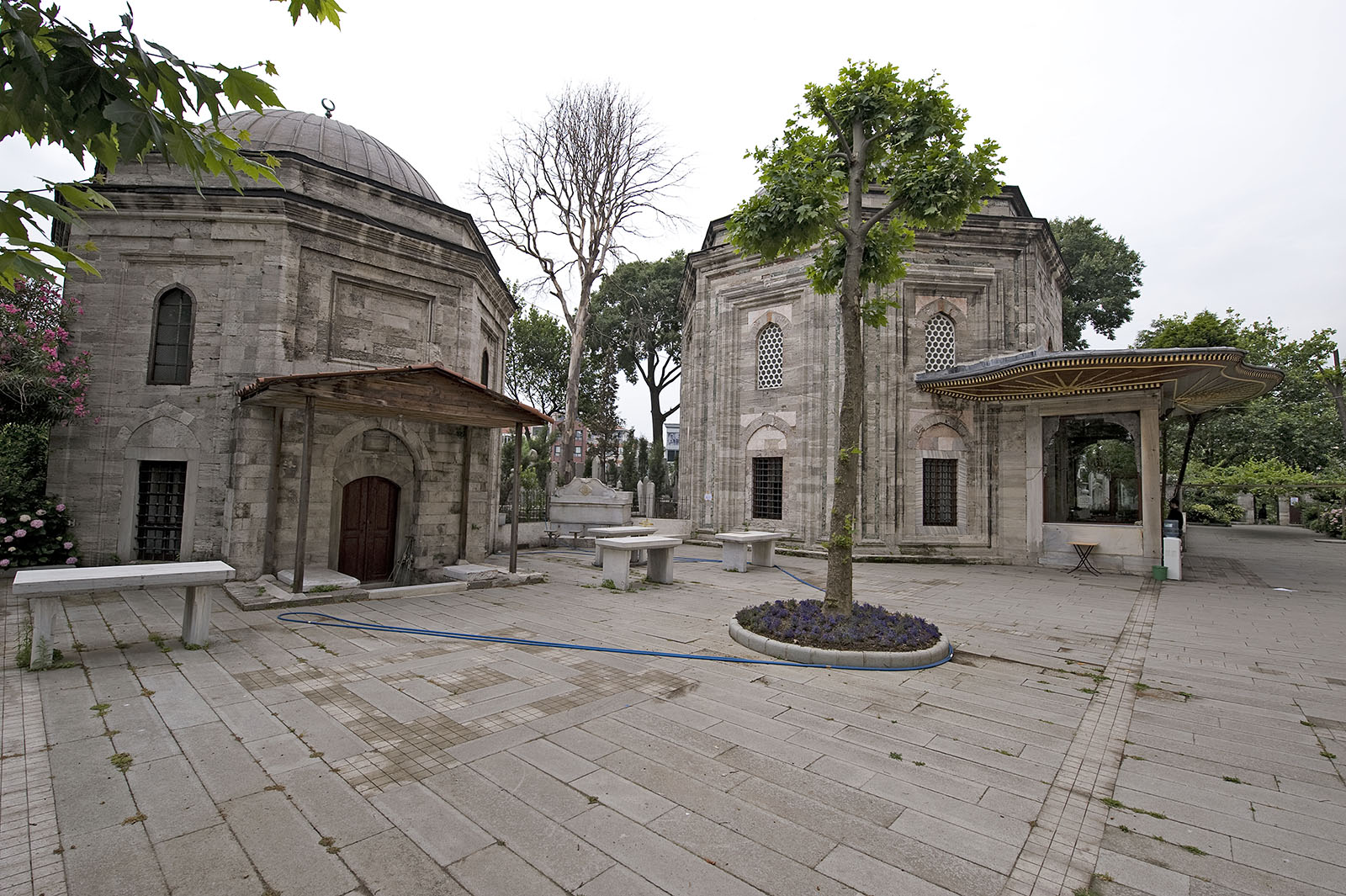
Тюрбе Баязида II

В саду позаду мечеті знаходиться тюрбе султана Баязида II, який помер у 1512 році. Її побудували за правління султана Селіма I. У восьмикутній тюрбе (мавзолеї) з грубого каменю, позаду мечеті, поруч з тюрбе Султана Баязида похований Сельджук Хатун, а в третій тюрбе похований (1857 р.) візир Мустафа Решид Паша.